# Боллоев, Таймураз Казбекович
Таймураз Казбекович Боллоев (осет. дигорск. Боллоти Куджигой фурт Таймораз; род. 28 февраля 1953, Хазнидон, Северо-Осетинская АССР) — российский предприниматель, промышленник, меценат. Президент пивоваренной компании «Балтика» с 1991 по 2004 год и с 2023 года по декабрь 2024 года.

## Биография
Таймураз Боллоев родился в семье учителей. После окончания школы поступил в сельскохозяйственный техникум во Владикавказе. Отслужил в армии. В 1975 году поступил в Московский технологический институт пищевой промышленности. В 1980 году получил диплом по специальности «технология бродильных производств».

### Пивоваренная отрасль
С 1981 по 1984 годы работал на Ленинградском комбинате пивоваренной и безалкогольной промышленности имени Степана Разина. Последовательно занимал должности сменного мастера солодовенного цеха, механика, заместителя начальника цеха, начальника цеха розлива.
В период с 1984 по 1987 годы занимал должность директора Всеволожского промышленного комбината (Ленинградская область).
1987—1991 годы — главный технолог-пивовар комбината имени Степана Разина.
1991—2004 годы — директор, генеральный директор, затем президент завода «Балтика» (затем ОАО «Пивоваренная компания „Балтика“»).
За первые восемь лет под его руководством компания увеличила объёмы производства пива в 18 раз и выпускала ежегодно 492 миллиона литров.
В период с 1993 года по 1998 год капитальные вложения в развитие предприятия составили 222 млн долларов США.
В 1997 году компания приобрела контрольный пакет акций «Донское пиво» в Ростове-на-Дону и направила на его модернизацию 25 миллионов долларов США.
В 1998 году компания была крупнейшим налогоплательщиком Санкт-Петербурга.
Под руководством Таймураза Боллоева компания «Балтика» стала крупнейшей пивоваренной компанией России. Покинул компанию в 2004 году.
В июле 2023 года Боллоев вновь возглавил компанию «Балтика», акции которой ранее были переданы в управление Росимущества. Исполнял эту должность до декабря 2024 года.

### Легкая промышленность
В 2005 году приобрел компанию «Фабрика одежды Санкт-Петербурга» (ФОС-П).
С марта 2005 года — председатель совета директоров ЗАО «Фабрика одежды Санкт-Петербурга» (ФОС-П).
В 2006 году приобрел предприятие по производству специальной одежды ЗАО «ТРУД».
В декабре 2007 года объединил предприятия «ТРУД» и «ФОС-П» в результате которого образована компания «БТК групп».
Таймураз Боллоев вложил инвестиции в модернизацию швейных фабрик и цехов «БТК групп», оснастил их новейшим японским и немецким оборудованием, не имеющим аналогов в России. Стратегическая программа реорганизации проходила в соответствии с современным российскими и европейскими требованиями рынка специальной и форменной одежды.
По итогам модернизации «БТК групп» нарастила производственные активы и стала одним из самых современных и высокотехнологичных швейных предприятий в отрасли легкой промышленности России.
В 2011—2014 компания «БТК групп» разработала и поставила комплект обмундирования «КСОР» для стран-участников ОДКБ и Всесезонный комплект полевого обмундирования для Российской армии, качественно изменив экипировку военнослужащих.
В 2013 году компания «БТК групп» вошла в список 30 быстрорастущих компаний по версии РБК (5 место). Выручка компании составила 21,4 млрд рублей.
В 2013 году Таймураз Боллоев инвестировал в реконструкцию швейной фабрики в г. Цхинвал (Республика Южная Осетия), став крупнейшим инвестором в экономику республики после войны в Грузии в 2008 году. Фабрика «БТК 4» вошла в производственный актив «БТК групп» и обеспечила работой более 400 человек. Инвестиции в реконструкцию и оснащение фабрики превысили 50 млн руб.
В 2014 году компания «БТК групп» вошла в список 50 быстрорастущих компаний по версии РБК (4 место). Выручка компании достигла 29,6 млрд рублей.
В 2015 году Таймураз Боллоев инвестировал в строительство и запуск первого в России комплекса по производству инновационных тканей «БТК Текстиль» в г. Шахты Ростовской области. Комплекс укомплектован новейшим оборудованием и обеспечивает полный цикл производства высокотехнологичного текстиля из синтетических волокон. Объёмы производства составляют 12 млн погонных метров ткани. Общий объём инвестиций в проект составил 5,5 млрд рублей. Технологическая возможность предприятия позволяет производить ткани и для других быстрорастущих отраслей российской промышленности, таких как строительство, автомобилестроение, производство медицинского оборудования и средств индивидуальной защиты.

### Универсальный магазин «У Красного моста»
С 2005 года Таймураз Боллоев владеет компанией ООО «БТК Девелопмент».
В 2009—2014 годах Таймураз Боллоев инвестировал в реконструкцию здания на углу Гороховой улицы и наб. реки Мойки (Санкт-Петербург). Дом восстановлен в том виде, в котором он был построен в 1907 году: воссоздана башня со шпилем в виде кадуцея (жезла Меркурия, бога торговли), восстановлены золоченые надписи на русском (орфография сохранена в дореформенном, дореволюционном написании — например, «тужурки») и французском языках, а также аттик с именами владельцев. Ни одного точного чертежа шпиля не сохранилось, поэтому он воссоздан по эскизам и фотографиям. Но размер у него точно такой же как был в оригинале — 29 метров в высоту.
Открытие здания состоялось в 2015 году.
Здание является памятником архитектуры федерального значения и находится в границах объекта Всемирного наследия ЮНЕСКО «Исторический центр Санкт-Петербурга».
Ещё одним памятником культурного наследия, в восстановление которого инвестировал Таймураз Боллоев — здание на углу площади Ленина и проспекте Мира в историческом центре Владикавказа (Республика Северная Осетия). Над внешним дизайном здания работали несколько групп архитекторов из Москвы и Санкт-Петербурга. Им была поставлена приоритетная задача — вписать здание в архитектурную концепцию города. Для этого была сделана панорамная схема всех соседних домов, долго обсуждались различные варианты архитектурных решений. В 2013 году после окончания реставрационных работ в здании был открыт отель «Александровский».

### ГК «Олимпстрой»
С 2009 по 2011 года — президент «ГК Олимпстрой». Осуществлял управление проектом и его реализацией, в том числе, координацией строительства, взаимодействием с инвесторами, привлечением новых участников.
С 11 августа 2009 года — член Совета при Президенте Российской Федерации по развитию физической культуры и спорта, спорта высших достижений, подготовке и проведению XXII Олимпийских зимних игр и XI Паралимпийских зимних игр 2014 года в г. Сочи, XXVII Всемирной летней универсиады 2013 года в г. Казани.
31 января 2011 года подал в отставку с поста президента ГК «Олимпстрой».

### Общественная деятельность
С 2000 года — член Совета по предпринимательству при Правительстве Российской Федерации.
С 2002 года — почётный консул Бразилии в Санкт-Петербурге.
Доверенное лицо кандидата в президенты Владимира Путина на выборах Президента Российской Федерации 2000 и 2004 годов.

### Меценатство
Учредил именную стипендию для студентов Юго-Осетинского государственного университета, а также студентов северо-осетинских вузов (Северо-Осетинский государственный университет им К.Л Хетагурова, Горский государственный аграрный университет, Северо-Кавказский горно-металлургический институт, Северо-Осетинская государственная медицинская академия,Северо-Осетинский государственный педагогический институт). 
Построил новую школу в селе Хазнидон, а также спортивный комплекс им. А. С. Рахлина, работу которых поддерживает (финансирует) по настоящее время.
В 2009 году при поддержке издан научный труд академика Санкт-Петербургской Императорской Академии Наук Андрея Шёгрена «Осетинская грамматика с кратким словарем», в 2015 году установлен памятник Святому Уастырджи в Дигорском ущелье Северной Осетии авторства российского скульптора Владимира Соскиева, в  2017 году пиздано произведение Антуана де Сент-Экзюпери «Маленький принц» на дигорском языке.
Член попечительского совета Спортивного клуба дзюдо «ЯВАРА-Нева».

## Санкции
24 июня 2024 года, на фоне российского вторжения на Украину, как «российский бизнесмен, тесно связанный с ведущими российскими чиновниками», включён в санкционные списки стран Европейского союза:

В июле 2023 года в отношении европейской компании Carlsberg A/S Указом Президента РФ был наложен арест на активы. Бывшая дочерняя компания Carlsberg в России «Балтика» была передана в ведение Росимущества. Впоследствии Боллоев был назначен президентом арестованной компании «Балтика» без согласия Carlsberg. Таким образом, Боллоев был назначен в руководящие органы созданной в России организации, ранее принадлежавшей компании, созданной в ЕС, без согласия компании которая ранее владела и контролировала её— «Официальный журнал Европейского союза», Брюссель, 24 июня 2024 года

## Награды и достижения
- Орден «За заслуги перед Отечеством» II степени (28 февраля 2023 года) — за большой вклад в социально-экономическое развитие страны и многолетнюю добросовестную работу[24]
- Орден «За заслуги перед Отечеством» III степени (27 мая 2004 года) — за большой личный вклад в развитие пищевой индустрии и многолетний добросовестный труд[25]
- Орден «За заслуги перед Отечеством» IV степени (29 мая 2000 года)[26]
- Орден Почёта (1997 год)
- Медаль ордена «За заслуги перед Отечеством» II степени (1995 год)
- Медаль «В память 300-летия Санкт-Петербурга» (2003 год)[27]
- Кавалер ордена Почётного легиона (2003 год, Франция)[28]
- Орден святого благоверного князя Даниила Московского (РПЦ)
- Орден преподобного Сергия Радонежского III степени (РПЦ, 1998)[29]
- Общественная награда России в сфере производства продовольствия «За изобилие и процветание России» в номинации «Внедрение новейших технологий в производство» (2000 год).
- Лучший менеджер России 2000 года в номинации «Производство продуктов питания» по итогам конкурса, проведенного российским деловым еженедельником «Компания».
- Журналом «Эксперт» признан одним из 100 самых влиятельных российских предпринимателей федерального уровня.
- Дважды Лауреат конкурса «Профиль года» в номинации «Бизнес Профиль», ежегодно проводимого журналом «Профиль» (1999 и 2000).
- Гран-при Российской Национальной премии в области бизнеса и предпринимательства «Бизнес-Олимп» за выдающийся вклад в развитие отечественного бизнеса и предпринимательства (2001 год).
- Золотой знак «Золотой Софит» и специальная премия «За поддержку театрального искусства в Санкт-Петербурге и Ленинградской области»
- Лауреат национальной премии бизнес-репутации «Дарин» Российской Академии бизнеса и предпринимательства в 2000 г.
- В рейтинге высших руководителей — 2010 газеты «Коммерсантъ» занял V место в номинации «Строительство»[30].
- Лауреат премии «Золото ГГАУ» (2014)
- Почётный консул Бразилии в Санкт-Петербурге (с 2002 года).

## Семья
Воспитывает двух сыновей.